# 1914 في ألمانيا
فيما يلي قوائم الأحداث التي وقعت خلال عام 1914 في ألمانيا.

## ظهور
- 1 يناير – المحاكمة كتاب من تأليف فرانتس كافكا.
- 1 يناير – موسوعة أولمان للصناعة الكيميائية

## مواليد

### يناير
- 9 يناير – أدولف يوربان لاعب كرة قدم ألماني.[1]
- 18 يناير – أرنو شميدت شاعر ألماني.[2]

### فبراير
- 4 فبراير – ألفرد أندرش[3]

### مارس
- 16 مارس – هاينريش بورك كاتب ألماني.
- 18 مارس – إرنست أوغسطس أمير هانوفر[4]

### أبريل
- 22 أبريل – ميشائل فيتمان جندي ألماني.[5]

### مايو
- 1 مايو – رودولف غيليش لاعب كرة قدم ألماني.[6]
- 7 مايو – أندرياس كوبفر لاعب كرة قدم ألماني.[7]

### يونيو
- 22 يونيو – ليلو هاردل مؤلفة ألمانية.[8]

### يوليو
- 3 يوليو – هانز ليبمان مهندس أمريكي.
- 9 يوليو – فيلي شتوف سياسي ألماني.[9]
- 19 يوليو – سيزار بوفولني لاعب كرة قدم فرنسي.
- 22 يوليو – رينيه تشارلز ممثل ألماني.[10]

### أغسطس
- 31 أغسطس – فرانز روزنتال[11]

### سبتمبر
- 8 سبتمبر – مارثا ألبراند[12]

### نوفمبر
- 10 نوفمبر – إدموند كونين لاعب كرة قدم ألماني.

### ديسمبر
- 14 ديسمبر – كارل كارستنز الرئيس الخامس لجمهورية ألمانيا الاتحادية (1979-1984).[13]

## وفيات

### فبراير
- 1 فبراير – ألبرت غونتر (مواليد 1830)[14]

### مارس
- 31 مارس – كريستيان مورجنسترن (مواليد 1871) مؤلف ألماني.[15]

### أبريل
- 2 أبريل – بول فون هايس (مواليد 1830) كاتب ألماني.[16]

### يونيو
- 21 يونيو – كارل بنيامين كلونتسنغر (مواليد 1834)[17]
- 28 يونيو – صوفي دوقة هوهنبيرغ (مواليد 1868)[18]

### سبتمبر
- 25 سبتمبر – ألفريد ليشتنشتاين (مواليد 1889) كاتب ألماني.[19]
- 26 سبتمبر – أوقست ماكي (مواليد 1887)[20]

### أكتوبر
- 10 أكتوبر – كارول الأول (مواليد 1839)[21]
- 17 أكتوبر – ثيودور لبس (مواليد 1851) فيلسوف ألماني.[22]
- 24 أكتوبر – ياكب بارت (مواليد 1851)[23]

### نوفمبر
- 5 نوفمبر – أوغست وايزمان (مواليد 1834)[24]
- 28 نوفمبر – يوهان فيلهلم هتورف (مواليد 1824) فيزيائي ألماني.